# Michael Robinson
Michael John Robinson (Leicester, 1958. július 12. – 2020. április 28.) ír válogatott labdarúgó, televíziós személyiség.

## Pályafutása

### Klubcsapatokban
Robinson az angliai Leicesterben született. Fiatalkorában szülei Blackpoolba költöztek, hogy egy panziót vezessenek, ő pedig a Preston North Endben kezdte pályafutását. 1979 augusztusában a Manchester City szerződtette 750 000 font átigazolási díj ellenében. Mindössze egy szezont töltött a csapatnál, harminc bajnokin nyolc gólt szerzett, ezt követően pedig a Brighton & Hove Albion csapatához igazolt.
Pályára lépett az 1982–1983-as FA-kupa-sorozat döntőjében. 
1983 nyarán 250 000 fontért cserébe a Liverpoolhoz igazolt, ahol Kenny Dalglish és Ian Rush voltak a riválisai a posztján. Egyetlen ott töltött szezonjában Ligakupát, bajnoki címet és Bajnokcsapatok Európa-kupáját nyert a klubbal, harminc bajnoki mérkőzésen hatszor volt eredményes. A BEK-döntőben csereként lépett pályára az olasz AS Roma ellen, csapata pedig 1–1-es döntetlent követően büntetőpárbajban győzött 4–2-re.
1984 végén a Queens Park Rangershöz igazolt, akikkel 1986-ban Ligakupa-döntőt játszott és vesztett 3–0 arányban az Oxford United ellenében.
1987 januárjában Spanyolországba igazolt az Osasunába, ahol újra egy csapatban játszhatott volt liverpooli csapattársával, Sammy Lee-vel. Ötvennyolc élvonalbeli mérkőzést játszott a klub színeiben, ezeken tizenkétszer volt eredményes. 1989 nyarán fejezte be pályafutását.

### A válogatottban
Az ír válogatottban 1980 és 1986 között 24 alkalommal lépett pályára, összesen négy gólt szerzett címeres mezben.

## Sikerei, díjai
Liverpool FC
- Angol bajnok: 1983–84
- Angol ligakupa-győztes: 1983–84
- Bajnokcsapatok Európa-kupája-győztes: 1983–84

## Televíziós pályafutása
Visszavonulása után anyanyelvi szinten megtanult spanyolul, majd televíziós pályafutását a Radio Televisión Española adójánál kezdte és közreműködött az 1990-es világbajnokság kommentátoraként is. Később kommentátorként és műsorvezetőként dolgozott a  Cadena SER és a Canal + csatornánál, ahol 14 éven át (1991–2005) házigazdája volt az El día después című televíziós shownak. A show befejezését követően a csatorna vasárnapi labdarúgó-mérkőzéseinek kommentátora volt és Informe Robinson címmel saját műsora is volt a társaságnál.
Rögbirajongóként az Ibériai Szövetség, az Ibériai-félszigetet lefedő rögbi szakszervezet bajnokságának elnöke volt, a Canal + megbízásából rendszeresen részt vett a világbajnokságok vagy a Hat Nemzetek Kupája eseményein is.
Reklámokban és sorozatokban is szinkronizált, a Shrek spanyol nyelvű változatában is hallható volt.

## Televíziós elismerése
- Premios Ondas: 2009 – Informe Robinson[15]

## Halála
2018 decemberében diagnosztizáltak nála gyógyíthatatlan melanómát. 2020. április 28-án hunyt el, 61 éves korában.

## További információ
- Michael Robinson pályafutásának statisztikái a Soccerbase oldalon (angolul)

- Liverpool történelmével foglalkozó oldalon
- Michael Robinson adatlapja a National-Football-Teams.com oldalon (angolul)

- El día después; Canal Plus

- Blogja